# Sebastianoschaueria oblongata
Sebastianoschaueria oblongata är en akantusväxtart som beskrevs av Christian Gottfried Daniel Nees von Esenbeck. Sebastianoschaueria oblongata ingår i släktet Sebastianoschaueria och familjen akantusväxter. Inga underarter finns listade i Catalogue of Life.